# Stazione di Boulouris-sur-Mer
La stazione di Boulouris-sur-Mer è una fermata ferroviaria posta sulla Marsiglia-ventimiglia. Serve Saint Raphaël, Francia.